# Blizzcon

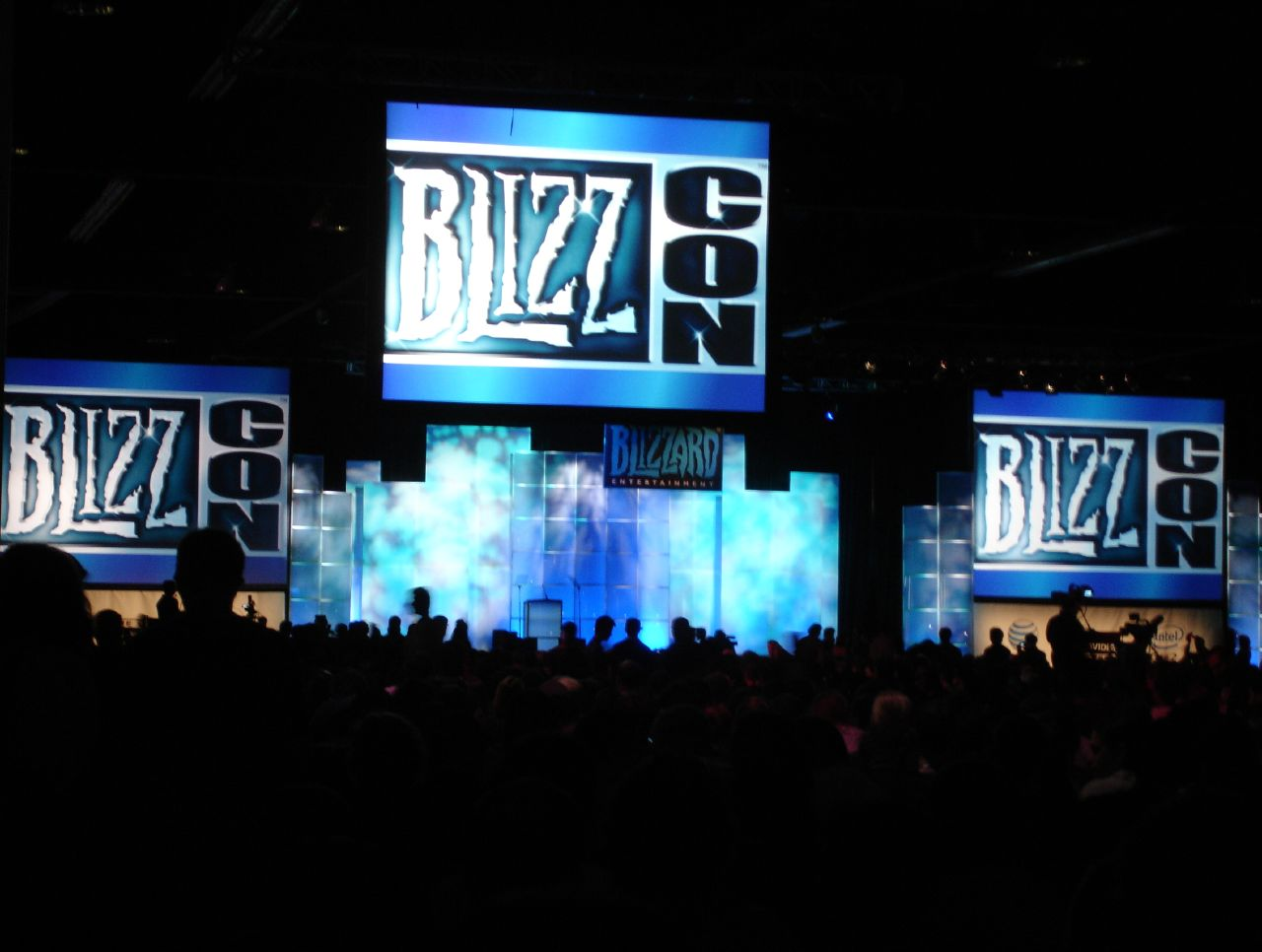
Öppningsceremoni 2007.

Blizzcon är ett årligt konvent som sedan 2005 hålls av Blizzard Entertainment någon gång under hösten i Anaheim Convention Center i Anaheim i Kalifornien i USA.